# Azuré platiné
Polyommatus  nivescens
Espèce
Statut de conservation UICN

 NT  : Quasi menacé
L’Azuré platiné (Polyommatus nivescens) est une espèce d'insectes lépidoptères (papillons) de la famille des Lycaenidae, de la sous-famille des Polyommatinae et du genre Polyommatus.

## Dénominations
Polyommatus  nivescens a été nommé par Wilhelm Moritz Keferstein en 1851.
Combinaison: Plebicula nivescens. Plebicula est le sous-genre.

### Noms vernaculaires
L’Azuré platiné se nomme en anglais Mother-of-Pearl Blue et en espagnol Niña de Nácar.

## Description
C'est un petit papillon qui présente un dimorphisme sexuel, le dessus du mâle est très clair, avec juste un reflet beige bleuté bordé d'une fine ligne grise et ligne marginale de petits points gris, celui de la femelle est marron, orné d'une ligne marginale de larges macules orange qui borde les postérieures et une partie des antérieures. Les deux ont une frange blanche.
Leur revers est ocre clair marqué d'une ligne marginale de lunules blanches surmontées d'orange, et orné d'une ligne de points noirs cerclés de blanc très marqués aux antérieures.

## Biologie
Les chenilles sont soignées par des fourmis, Tapinona nigerrinum.

### Période de vol et hivernation
Il hiverne à l'état de jeune chenille.
Il vole en une génération entre avril et août, en juillet dans l'Ariège.

### Plantes hôtes
Sa plante hôte est Anthyllis vulneraria.

## Écologie et distribution
Il est présent en Espagne (du sud vers le nord-est) et dans les Pyrénées.

### Biotope
Il réside dans les lieux rocheux calcaires secs, broussailleux.

### Protection
Le cas de Polyommatus nivescens n'est pas traité et signalé NT sur la liste IUCN
Il est protégé en Espagne.